# Virginia Moyano
Secundina Virginia Moyano Ponce (17 de mayo de 1904 - 20 de junio de 2017) fue una supercentenaria argentina, conocida por haber sido hasta el momento de su muerte la mujer más longeva de su país.

## Biografía
Virginia nació el 24 de mayo de 1904, hija de José Moyano y Casimira Ponce. Fue bautizada el 9 de julio de 1904. Vivió hasta los 100 años en Córdoba, cuando se mudó con su sobrina, María Olga Gallo Moyano, a La Rioja. Durante los últimos cuatro años, Virginia vivía en el asilo San José con su sobrina. Virginia dijo que el secreto para vivir por tanto tiempo es "recordando hermosos recuerdos que te hacen reír". También recordó que asistió a la escuela hasta el sexto grado y el nombre de su novio en la juventud, Andrés Bergontini, que era un hombre chileno de Santiago, que la dejó para casarse con otra mujer con más dinero, por lo que nunca se casó y no tuvo hijos, pero tuvo un gran número de sobrinos y sobrinas.
A finales de abril de 2016, Olga Gallo, su sobrina, falleció. En consecuencia, Virginia pasó a vivir con sus sobrinos-nietos y sobrinos-bisnietos.
Su edad es reconocida por el Grupo de Investigación de Gerontología (Gerontology Research Group) de los Estados Unidos.
Murió el 20 de junio de 2017, a los 113 años, en un asilo de La Rioja, tras sufrir un paro cardíaco.